# معادلة العدسة
تعطي معادلة العدسة في االفيزياء (بالإنجليزية: Lens equation)‏ مكان وشكل الصورة المتكونة لشيء موضوع أمام عدسة. ويعتمد بُعد الصورة عن العدسة وشكلها (مضخمة أم مصغرة)، معدولة أم مقلوبة على المسافة بين الشيء والعدسة ونسبته إلي البعد البؤري للعدسة.
إذا كان بُعد «الشيء» عن العدسة
{\displaystyle g}
و بـُعد الصورة عن العدسة {\displaystyle b}
و البعد البؤري للعدسة {\displaystyle f} ، فتربطهم المعادلة التالية بعضهم ببعض:
{\displaystyle {\frac {1}{b}}+{\frac {1}{g}}={\frac {1}{f}}\,.}

## الصورة لعدسة محدبة

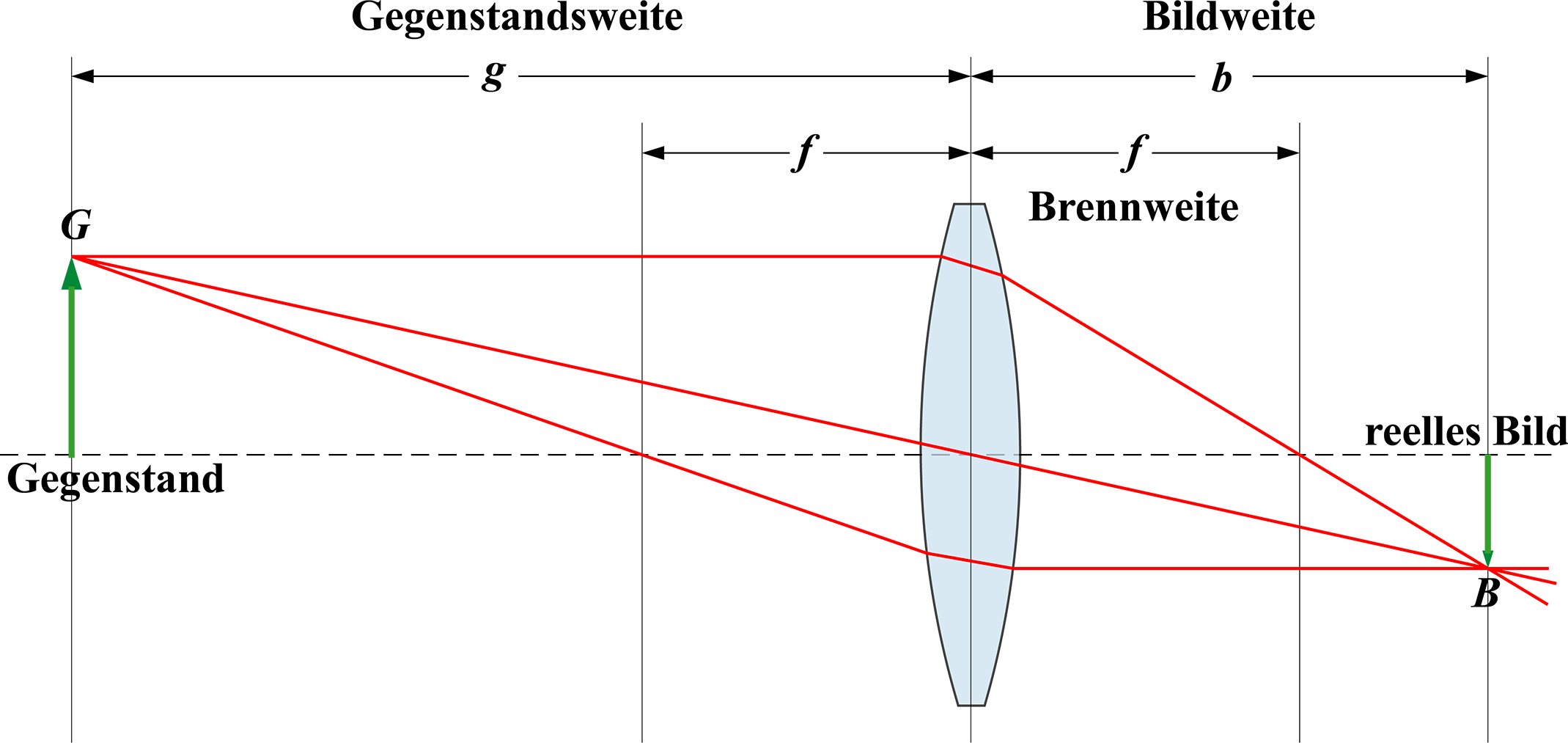
المواصفات لعدسة محدبة

يكفي لمعرفة موقع الصورة وحجمها وإن كانت مقلوبة أم معتدلة أن نمد شعاعين من «رأس» الشيء (شمعة مثلا) أحدهما مارا بمركز العدسة والآخر موازيا لمحور العدسة. هذا الشعاع الموازي لمحور العدسة ينكسر مارا ببؤرة العدسة، وأما الشعاع المار بمركز العدسة فهو لا ينكسر ويستمر في مساره. عند تقاطع هاذين الشعاعين تتكون صورة للشيء.
تعتمد الصورة المتكونة «للشيء» على المسافة بينه وبين العدسة. وقد تكون صورة مكبرة أو مصغرة بحسب بُعد الشيء عن العدسة وبـُعدها البؤري. ومقدار تضخيم العدسة A تحدده المعادلة التالية:
{\displaystyle A={\frac {B}{G}}={\frac {b}{g}}\,,}
حيث:
G طول الشيء
B طول الصورة
g بعد الشيء عن العدسة
b بعد الصورة عن العدسة
البعد البؤري f للعدسة هو من الخصائص التي تحدد موقع تكون الصورة وشكلها، ولهذا فمن الممكن تعيين معادلة التضخيم باستخدام البعد البؤري، فنحصل على:
{\displaystyle {\frac {B}{G}}={\frac {b-f}{f}}\,.}
في تلك الحالة يكون البعد البؤري f على ناحية الصورة.
الجهة اليسارية من المعادلتين السابقتين متساويتان، فيمكننا وضع:
{\displaystyle {\frac {b}{g}}={\frac {b-f}{f}}\,.}
وعن طريق القسمة على b والتعويض نحصل على المعادلة:
{\displaystyle {\frac {1}{b}}+{\frac {1}{g}}={\frac {1}{f}}\,.}
وهي معادلة العدسة أو «معادلة الصورة».
وتنطبق معادلة الصورة على العدسة المحدبة الرقيقة أو العدسة المحدبة السميكة أو نظام من العدسات.

## معادلة تكبير مطلوب
إذا رغبنا في «تضخيم» معين للصورة، ينطبق:
{\displaystyle A={\frac {b}{g}}}
فإذا كان البعد البؤري f للعدسة، تصبح المعادلة:
{\displaystyle b=(A+1)\cdot f}
و
{\displaystyle g={\frac {A+1}{A}}\cdot f\,.}
لتضخيم الصورة 4 مرات، نضع b = 5f و g = 5f/4

## معادلات لبـُعد صورة غير معروف

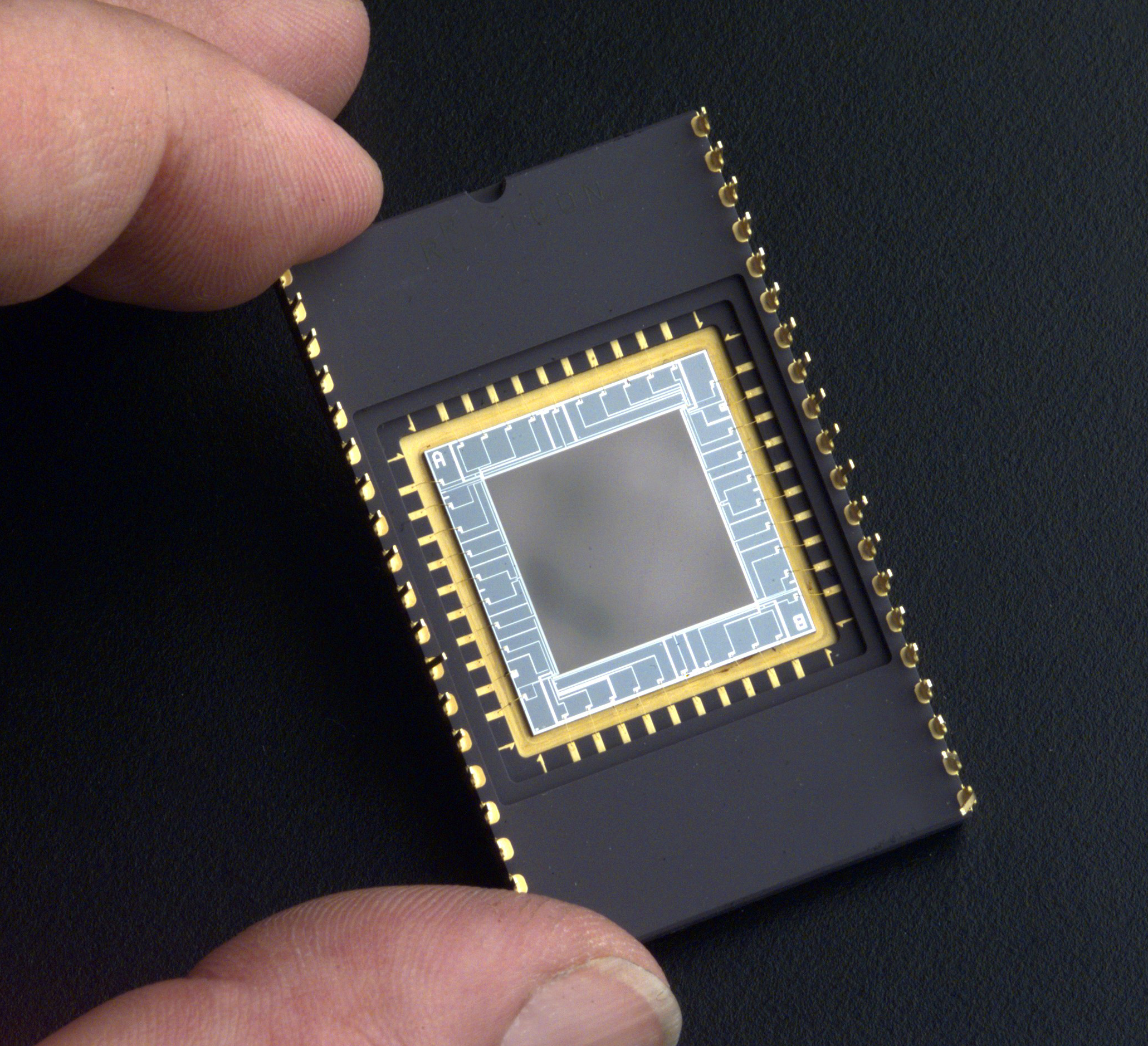
حساس الصورة الرقمي

نطبق المعادلات التالية عندما يكون بعد الصورة b غير معروف.
فمثلا في حالة كاميرا ذات مساحة حساس الصورة B وبعد بؤري f ، وطول «الشيء» G ، نطبق المعادلة:
{\displaystyle f={\frac {B}{G+B}}\cdot g\,.}
وفي حالة بعد بؤري f معروف فيمكن حساب حجم المجس المطلوب B «لشيء» حجمه G ، ويقع على مسافة g من العدسة، من المعادلة:
{\displaystyle G=\left({\frac {g}{f}}-1\right)\cdot B\,.}

## اقرأ أيضا
- حساس (تصوير)
- مرآة مقعرة
- مجس اقتران شحنات